# La Chapelle-aux-Choux
La Chapelle-aux-Choux là một xã thuộc tỉnh Sarthe trong vùng Pays-de-la-Loire tây bắc nước Pháp. Xã này có diện tích 14,6 km2, dân số năm 2006 là 277 người.